# Sérempuy
Sérempuy ist eine französische Gemeinde mit 42 Einwohnern (Stand 1. Januar 2022) im Département Gers in der Region Okzitanien. Sie gehört zum Kanton Gimone-Arrats und zum Arrondissement Condom. 

## Lage
Das Gemeindegebiet wird im Westen vom Flüsschen Orbe berührt.
Es ist umgeben von folgenden Nachbargemeinden:
|              | Monfort                                     | Monfort  |
| Sainte-Gemme | Kompassrose, die auf Nachbargemeinden zeigt |          |
| Maravat      | Mansempuy                                   | Mauvezin |

## Bevölkerungsentwicklung

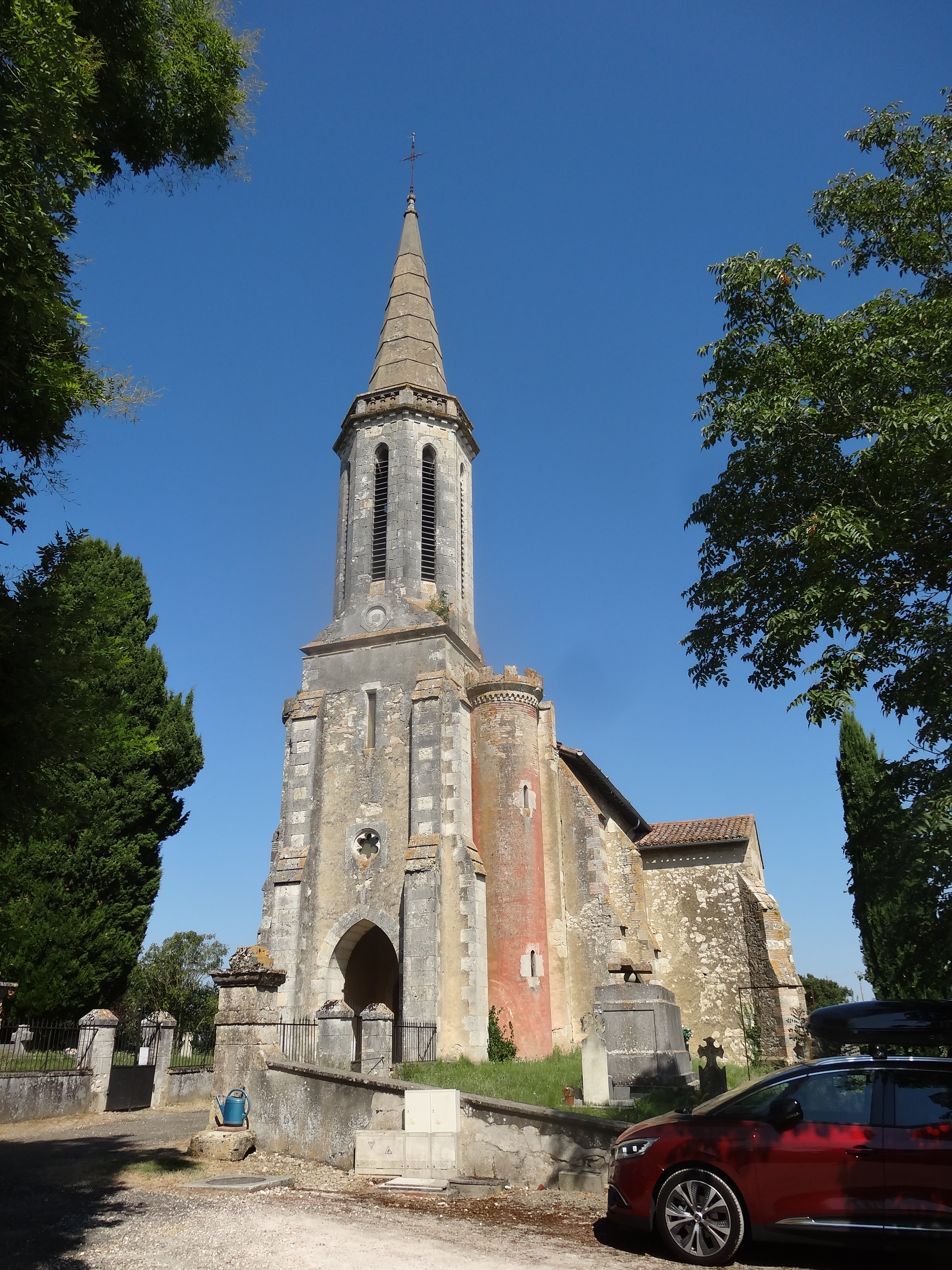
Kirche Saint-Augustin

| Jahr                      | 1962 | 1968 | 1975 | 1982 | 1990 | 1999 | 2008 | 2016 |
| ------------------------- | ---- | ---- | ---- | ---- | ---- | ---- | ---- | ---- |
| Einwohner                 | 87   | 67   | 48   | 35   | 29   | 29   | 38   | 34   |
| Quelle: Cassini und INSEE |      |      |      |      |      |      |      |      |